# Auguste Peureux
Auguste Peureux est un industriel et homme politique français né le 5 avril 1857 à Fougerolles (Haute-Saône) et mort le 13 février 1927 à Fougerolles.

## Biographie
Distillateur et dirigeant des Grandes distilleries Peureux, il est maire de Fougerolles, conseiller général du canton de Lure, député de la Haute-Saône de 1902 à 1910, inscrit au groupe de la Gauche radicale.

## Sources
- Ressources relatives à la vie publique :   - base Léonore
  - Base Sycomore
- « Auguste Peureux », dans le Dictionnaire des parlementaires français (1889-1940), sous la direction de Jean Jolly, PUF, 1960 [détail de l’édition]